# Camille Laurens (auteur)
Camille Laurens. een pseudoniem van Laurence Ruel (Dijon, 6 november 1957), is een Franse schrijfster. In 2000 won ze de Prix Femina met haar boek Dans ces bras-là. Laurens is lid van de Franse literaire organisatie Académie Goncourt.

## Loopbaan
Laurens gaf les als licentiaat geesteswetenschappen in Rouen (Normandië). In 1984 onderwees ze in Marokko, waar ze twaalf jaar verbleef. Vanaf september 2011 doceerde Laurens aan het Sciences Po te Parijs. Tussen 2007 en 2019 zetelde ze als jurylid voor de Prix Femina en sinds 11 februari 2020 is ze lid van de Académie Goncourt. Haar werken zijn vertaald in een dertigtal talen.

## Fictie en autofictie
Vanaf het moment dat Laurence Ruel begon te schrijven, deed ze dit onder het pseudoniem Camille Laurens. Hoewel haar eerste vier boeken: Index (1991), Romance (1992), Les Travaux d’Hercule (1994) en  L’Avenir (1998), afzonderlijk te lezen zijn, suggereert de alfabetische volgorde van de hoofdstukken in de vier werken een tetralogie, van Abri, als eerste in Index, tot Zygote, als laatste in L'Avenir. De romans worden gekenmerkt door een hoge mate van fantasie; hetgeen Philippe Savary omschreef als: "Een blijvende reflectie op de relatie tussen fictie en werkelijkheid, illusie en waarheid."
De dood van haar zoon, in 1994, veranderde haar schrijfstijl van fictie naar autofictie en was tevens de inspiratiebron voor haar boeken Philippe (1995) en Cet absent-là (2004). Zo ontwikkelde Laurens vanaf de jaren 90 een meer introspectief werk over zichzelf en haar relatie tot anderen en tot verlangen; vandaar teksten zoals Dans ces bras-là (2000), Ni toi, ni moi (2006) en Romance nerveuse (2010). Dans ces bras-là werd bekroond door zowel de Prix Fémina als de Prix Renaudot de lycéeens.

## Essays en andere publicaties
Naast fictie schreef Laurens verschillende essays. Les Fiancées du Diable (2011) onderzoekt de representatie van vrouwen in de kunst en de mate waarin het vrouwelijke, in het collectieve bewustzijn, daarin taboe is. De handeling van herhaling, of het nu gaat om seriële kunst, het poëtisch rijm of neuroses, is het onderwerp van Encore et jamais (2013). In La Petite Danseuse de quatorze ans (2017) reconstrueert Laurens het leven van Marie van Goethem, die model stond voor Edgar Degas. Sinds 2002 schrijft Camille Laurens geregeld over literaire werken in nationale kranten, met name in Écritures, dat van 2015 tot 2019 maandelijks verscheen, in Libération en sinds 2019 een wekelijks feuilleton in Le Monde des Livres.

## Prijzen en onderscheidingen
- Prix Femina (2000) voor Dans ces bras-là
- Prix Renaudot des lycéens (2000) voor Dans ces bras-là
- Genomineerd voor de Prix Goncourt voor Dans ces bras-là (2000) en Ni toi ni moi (2006)
- Officier in de Orde van Kunst en Letteren (2006)
- Prix Bourgogne de littérature voor Tissé par mille (2008)
- Prix du Roman-News (2016) voor Celle que vous croyez
- Prix David de l'expertise (2018) voor La Petite Danseuse de 14 ans
- Prix Ève-Delacroix van de Académie française (2018) voor La Petite Danseuse de 14 ans
- Beste boek van het jaar door het tijdschrift Lire (2020) voor Fille

## Boeken
- Index, 1991
- Romance, 1992
- Les Travaux d'Hercule, 1994
- Philippe, 1995
- L'Avenir, 1998
- Dans ces bras-là, 2000
- L'Amour, 2003
- Cet absent-là, 2004
- Ni toi ni moi, 2006
- Romance nerveuse, 2010
- Celle que vous croyez, 2016
- Fille, 2020

## Varia
- In 2019 regisseerde Safy Nebbou de film Celle que vous croyez; gebaseerd op het gelijknamig boek van Camille Laurens, met in de hoofdrollen: Juliette Binoche, François Civil en Nicole Garcia.

## Bron
- Dit artikel of een eerdere versie ervan is een (gedeeltelijke) vertaling van het artikel Camille Laurens op de Engelstalige Wikipedia, dat onder de licentie Creative Commons Naamsvermelding/Gelijk delen valt. Zie de bewerkingsgeschiedenis aldaar.

- Bibsys: 1066706
- Biblioteca Nacional de España: XX1548192
- Bibliothèque nationale de France: cb121986482 (data)
- CiNii: DA12969956
- Gemeinsame Normdatei: 123121566
- International Standard Name Identifier: 0000 0001 1700 5519
- Library of Congress Control Number: n95092589
- Nationale Bibliotheek van Letland: 000155590
- Bibliotheek van het Japanse parlement: 00882063
- Nationale Bibliotheek van Tsjechië: xx0001022
- Nationale Bibliotheek van Israël: 987007429687005171
- Nederlandse Thesaurus van Auteursnamen: 207308314
- Système universitaire de documentation: 03060477X
- Virtual International Authority File: 188795771
- WorldCat: E39PBJt3TMXqGhDrtDyYJ6384q